# Mihai Bejenariu
Mihai Bejanariu (n. 4 aprilie 1950, Hemeiuș, județul Bacău) este absolvent al Institutului de Arte Plastice Iași, și al Institutului de Arte Plastice „Nicolae Grigorescu” București. Este membru al Uniunii Artiștilor Plastici din România - Filiala Bacău, secția sculptură.

## Participări
Din 1976 și până în prezent participă la toate expozițiile de grup, anuale, județene și interjudețene, organizate de U.A.P. Bacău.

### Expoziții personale
1978, 1992 – Bacău
 
2006 Galeria de Artă a UAP Bacău 

 2007 Galeriile Frunzetti, Bacău

### Expoziții republicane și de grup
1981, 1985 Bienala de pictură și sculptură Sala Dalles, București

2001, Bienala profesorilor de desen – Galeria Alfa Bacău

Concursul național de artă „Nicolae Tonitza”, Muzeul de Artă Bârlad

Salonul Național de Artă, Romexpo, București

2004 Expoziția Filialei Bacău la Bistrița Năsăud

1990-2007 Saloanele Moldovei, Bacău-Chișinău

1990-2005 Anuala Filialei UAP, Bacău

2005 Expoziția „Nouă”, Centrul de Cultură „George Apostu”

2005 Expoziția „Locul și peisajul”, Galeria ARTA, Bacău

2006 Expoziția ARTITUDINI , Galeria ARTA, Bacău

2006 Expoziția de obiect ARTZARA, Galeria ARTA Bacău

### Expoziții internaționale
1992  Pully – Lausanne - Elveția 
 1993 Wiesbaden – Germania 
 1995 Weill Der Stand – Germania 
  2004   Expoziția de artă contemporană, Chișinău.

### Participări la tabere
1993 Tabăra de sculptură „George Apostu” – Centrul Internațional de Artă „George Apostu”, Bacău 
 1997 Tabăra de creație  Măgura,   Bacău;

## Lucrări de artă monumentală
1995 – Bustul lui Miron Costin 
 1996 – Bustul lui Alexandru cel Bun 
 1996 – Bustul lui Mircea Cancicov 
 1997 – Bustul lui Ferdinand l  
 1999-Bustul  lui  Mihail  Sadoveanu 
  1998-  Basorelieful Domniței  Măria 
  2000- Basorelief Mihai  Eminescu 
 Bustul  lui Gala Galaction.

Lucrările artistului figurează în colecții particulare din: România, Franța, Elveția.